# Anita Buri
 (juillet 2010).
Si vous disposez d'ouvrages ou d'articles de référence ou si vous connaissez des sites web de qualité traitant du thème abordé ici, merci de compléter l'article en donnant les références utiles à sa vérifiabilité et en les liant à la section « Notes et références ».
Anita Buri, née le 3 juillet 1978 à Münsterlingen, a été Miss Suisse de 1999 à 2000. Elle travaille depuis comme mannequin et présentatrice d’événements.